# 55 Cancri
55 Cancri (abreviado como 55 Cnc) é uma estrela binária localizada aproximadamente 41 anos-luz de distância do Sistema Solar na constelação de Câncer. É formado por uma anã amarela designada como 55 Cancri A (também chamada de Copérnico) e uma anã vermelha designada de 55 Cancri B. Acredita-se que pelo menos cinco exoplanetas orbitem a primeira estrela, designados como 55 Cancri b, c, d, e e f (nomeados como Galileu, Brahe, Lipperhey, Janssen e Harriot, respectivamente).

## Nomenclatura
55 Cancri é a designação de Flamsteed do sistema. Ele também possui a designação de Bayer ρ¹ Cancri (latinizado como Rho1 Cancri) e a designação HR 3522 no Bright Star Catalogue. Os dois componentes são chamados como A e B, apesar de A ser às vezes chamada apenas de 55 Cancri. O primeiro planeta descoberto orbitando 55 Cancri A foi designado por seus descobridores como HR 3522b, porém ele é mais comumente referido como 55 Cancri b. Seu nome deveria ser 55 Cancri Ab de acordo com as regras para a nomeação de objetos em sistemas binários, com sua forma mais formal sendo ocasionalmente usada a fim de evitar confusão com a estrela secundária 55 Cancri B.
A União Astronômica Internacional iniciou em julho de 2014 um processo para nomear propriamente certos exoplanetas e suas estrelas. O processo envolvia indicação de possíveis nomes por entidades astronômicas e uma votação pública para a escolha. A União anunciou em dezembro de 2015 que os nomes vencedores foram Copérnico para 55 Cancri A e Galileu, Brahe, Lipperhey, Janssen e Harriot para os exoplanetas b, c, d, e e f, respectivamente.
Os nomes vencedores foram submetidos pela Real Associação de Meteorologia e Astronomia dos Países Baixos. Eles são uma homenagem aos astrônomos Nicolau Copérnico, Galileu Galilei, Tycho Brahe e Thomas Harriot, além do fabricante de lentes Hans Lipperhey e do pioneiro dos telescópios Zacharias Janssen. A União organizou em maio de 2016 o Grupo de Trabalho sobre Nomes de Estrelas a fim de catalogar e padronizar nomes próprios para estrelas. O grupo explicitamente reconheceu os nomes aprovados em dezembro de 2015 pelo processo realizado pela União. 55 Cancri está atualmente registrada como Copérnico no Catálogo de Nomes de Estrelas da União Astronômica Internacional.

## Sistema estelar
O sistema 55 Cancri está localizado relativamente próximo do Sol: o satélite astrométrico Hipparcos calculou uma paralaxe de 81,03 milésimos de segundo, correspondendo a uma distância de 40,3 anos-luz. 55 Cancri A tem uma magnitude aparente de 5,95, tornando-a visível a olho nu em céus muito escuros. 55 Cancri B tem uma magnitude de 13,15 e é apenas visível por meio de um telescópio. Os dois componentes estão separados por uma distância de 1065 UA. As duas estrelas aparentemente estão gravitacionalmente ligadas por possuírem um movimento próprio em comum, mesmo com a grande distância entre as duas.
55 Cancri A é uma estrela de sequência principal anã amarela e tipo espectral G8V. Ela possui um raio menor que o Sol e também é ligeiramente menos massiva, dessa forma sendo mais fria e menos luminosa. A estrela tem apenas uma pequena emissão de sua cromosfera, não sendo variável no espectro visível; entretanto, possui raios-x variáveis. Ela é mais enriquecida que o Sol em elementos mais pesados que o hélio, com 186% de abundância solar de ferro; assim ela é classificada como uma rara estrela  "super rica em metais". Estimativas de idade para 55 Cancri A incluem 7,4-8,7 bilhões de anos e 10,2 ± 2,5 bilhões de anos.

## Sistema planetário
| Planeta a partir da estrela | Massa              | Semieixo maior (UA) | Período orbital (dias) | Excentricidade | Inclinação  | Raio           |
| --------------------------- | ------------------ | ------------------- | ---------------------- | -------------- | ----------- | -------------- |
| e (Janssen)                 | 8,63 ± 0,35 M⊕     | 0,01560 ± 0,00011   | 0,736537 ± 0,000013    | 0,17 ± 0,04    | 83,4 ± 1,7° | 2,00 ± 0,14 R⊕ |
| b (Galileu)                 | 0,825 ± 0,003 MJ   | 0,1148 ± 0,0008     | 14,6507 ± 0,0004       | 0,010 ± 0,003  | ~85°        | —              |
| c (Brahe)                   | ≥0,171 ± 0, 004 MJ | 0,2403 ± 0,0017     | 44,364 ± 0,007         | 0,005 ± 0,003  | —           | —              |
| f (Harriot)                 | ≥0,155 ± 0,008 MJ  | 0,781 ± 0,006       | 259,8 ± 0,5            | 0,30 ± 0,05    | —           | —              |
| d (Lipperhey)               | ≥3,82 ± 0,04 MJ    | 5,74 ± 0,04         | 5169 ± 53              | 0,014 ± 0,009  | —           | —              |